# William Christopher
William Christopher (20 de octubre de 1932-31 de diciembre de 2016) fue un actor estadounidense, conocido por interpretar al padre Mulcahy en la serie televisiva M*A*S*H,  de 1972 a 1983, y al soldado Lester Hummel en Gomer Pyle, U.S.M.C. de 1965 a 1968.

## Primeros años
Christopher nació en Evanston, Illinois y creció en un ambiente familiar propio de los descendientes de Paul Revere. Pasó su juventud en varios centros de los suburbios del norte de Chicago, incluyendo Winnetka, Illinois, donde asiste al New Trier High School. Christopher se graduó de la Wesleyan Universidad en Middletown, Connecticut, con un B.A. en drama, centrándose en literatura griega. Mientras estuvo en la universidad,  participa en esgrima, fútbol, y el coro del club, y fue iniciado como miembro de la fraternidad Sigma Chi.
Christopher conoció a Barbara, quien sería su futura esposa, en una fecha incierta. Se casaron en 1957 y adoptaron dos hijos, John y Ned.

## Carrera

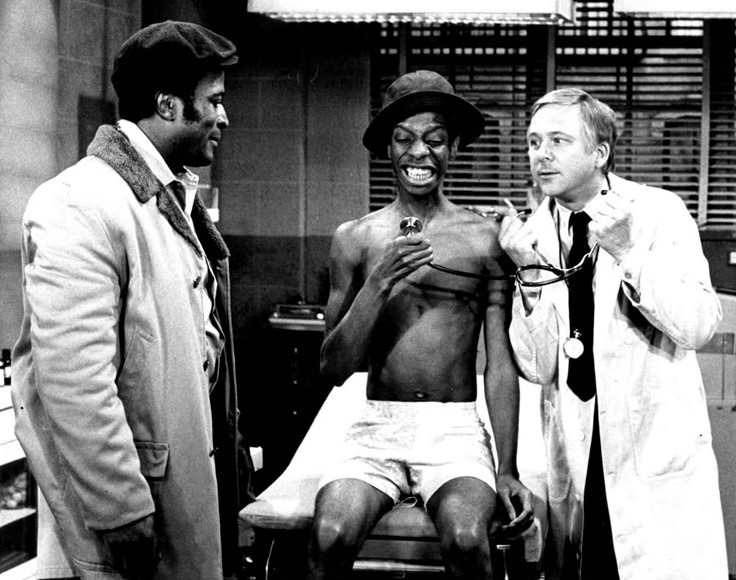
Christopher (derecha) cuando doctor de Ejército en un episodio de serie de televisión de Tiempo Buena

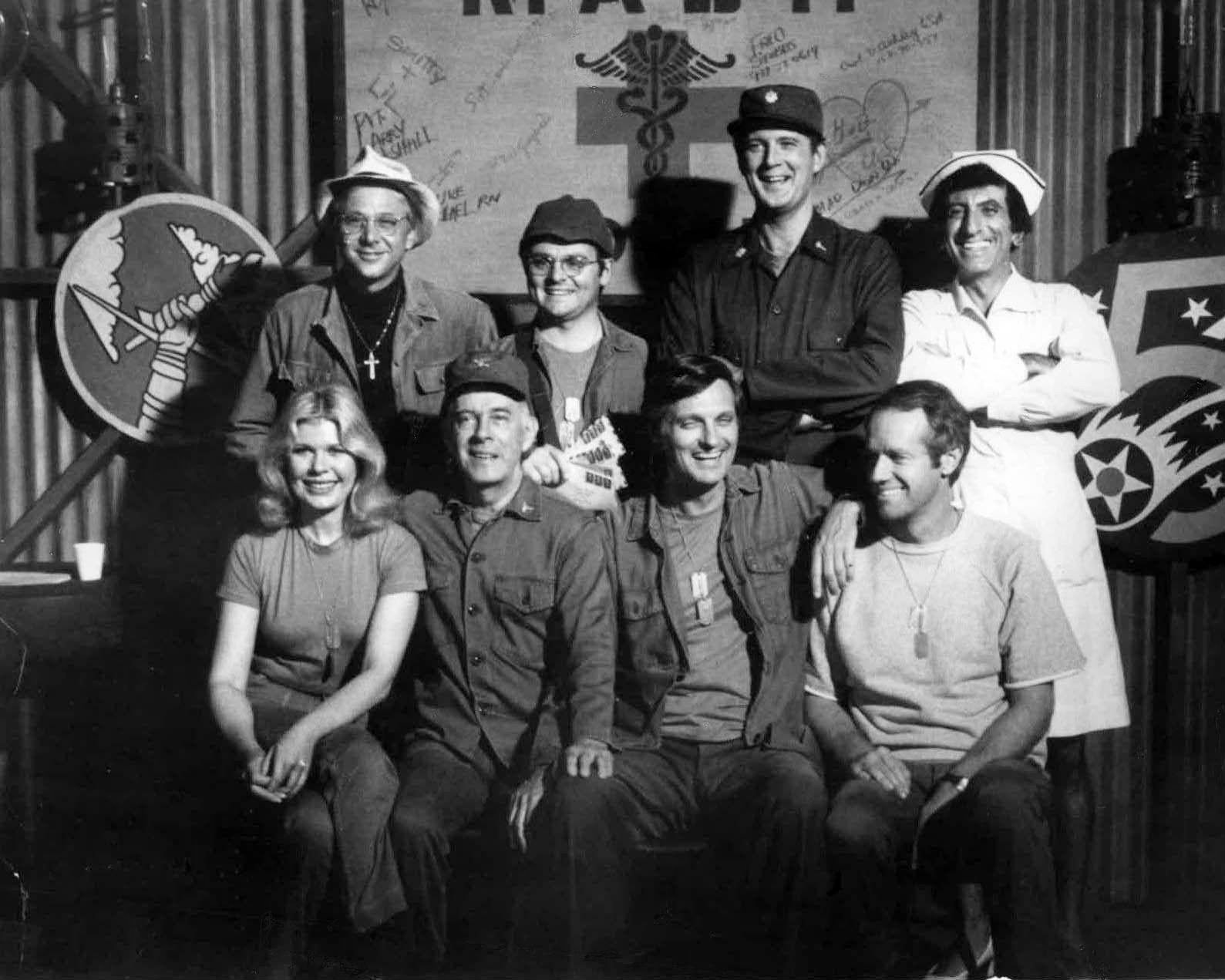
Christopher (fila de atrás) cuando capellán de Ejército en 1977 foto de reparto de M*A*S*H, serie de televisión.De izquierda a derecha: William Christopher, Gary Burghoff, David Ogden Stiers, and Jamie Farr Front: Loretta Swit, Harry Morgan, Alan Alda, Mike Farrell

Christopher se mudó a Nueva York y apareciendo en una variedad de producciones regionales y más tarde un número de producciones de Broadway como The Hostage (El Rehén) en el One Sheridan Plaza. Su debut de Broadway llegó con Beyond the Fringe, una actuacion británica, actuando al lado de Peter Cook y Dudley Moore.
Christopher dejó Ciudad de Nueva York por Hollywood para intentar para intentar obtener trabajo televisivo donde protagoniza como huésped en varias series bien conocidas, incluyendo El  Espectáculo de Andy Griffith, Días en el Valle de la Muerte, El Espectáculo de Patty  Ducke, Los Hombres de Shiloh y Tiempo Bueno ( donde retrata al doctor militar que examina a J. J. Evans). Christopher tuvo funciones en Gomer Pyle, U.S.M.C., Aquella Chica, y los héroes de Hogan. Haga varios aspectos de huésped en The Love Boat (El Crucero del Amor). En 1972 recurrentes. Obtuvo el papel recordado de Padre Mulcahy en la serie televisiva M*A*S*H cuándo el actor quién era primer reparto en la función, George Morgan, estuvo reemplazado después de aparecer sólo en el episodio piloto. Inmediatamente siguiendo a M*A*S*H, Christopher continuó la función por dos temporadas de espín cortos vividos, After MASH.
En largometrajes, Christopher actuó en La Galleta de Fortuna, El Privado Navy de Sgt. O'Farrell, El Shakiest Pistola en el Del oeste, Con Seis Consigues Eggroll, y Corazones del Del oeste. Tenga partes en telefilms incluyendo El Fabricante de Película, El Perils de Pauline, y Para el Amor de Él. Con Seis Consigues Eggroll es notable para seguidores de M*A*S*H cuando Jamie Farr aparece junto con Christopher cinco años antes del espectáculo, ambos jugando hippies.
Christopher apareció en varias serie televisiva, incluyendo Asesinato,  Escriba y los héroes de Hogan (estación 3, episodio 21). En 1998 él huésped-protagonizado en un episodio de Loco Aproximadamente Te. Él también quedado activo en el teatro, incluyendo una visita de los Estados Unidos en la mitad de la década de 1990, con Jamie Farr actuando junto con Neil Simon es El Par Extraño  encima etapa. En 2008@–09,  visite con Señoras de Sótano de la Iglesia.

## Trabajo de caridad
Christopher, cuyo hijo Ned tiene autismo, dedicó mucho de su tiempo libre a la Sociedad Nacional Autista  (National Autistic Society), haciendo anuncios de servicio público para así llamar la atención sobre el autismo. En 1985, junto a su mujer, Barbara, escribió Bendiciones Mixtas, un libro sobre sus experiencias criando a Ned.

## Muerte
Christopher murió en su casa encima diciembre 31, 2016, en Pasadena, California. Según su hijo, John Christopher, el actor de 84 años el actor falleció como consecuencia de un carcinoma de célula pequeña.